# Desmiphora multicristata
Desmiphora multicristata är en skalbaggsart som beskrevs av Bates 1866. Desmiphora multicristata ingår i släktet Desmiphora och familjen långhorningar. Inga underarter finns listade i Catalogue of Life.